# Суседи (ТВ филм из 1973)
Суседи је југословенски телевизијски филм из 1973. године. Режирала га је Соја Јовановић а сценарио је написао Миливоје Мајсторовић.

## Улоге
| Глумац                   | Улога            |
| ------------------------ | ---------------- |
| Ђорђе Јелисић            | Виктор Прокић    |
| Павле Вуисић             | Каменорезац Дача |
| Добрила Матић            | Љубица Прокић    |
| Јован Јанићијевић Бурдуш | Симић            |
| Татјана Лукјанова        | Драгица          |
| Милан Срдоч              | Службеник гробља |
| Бранимир Замоло          | Дачин, шегрт     |